# Byalagsrörelsen
Byalagsrörelsen var en svensk folkrörelse som uppkom i slutet av 1960-talet, som en motreaktion till modernismen och tidens stora stadssaneringsprojekt, såsom Norrmalmsregleringen i Stockholm.
Rörelsen samlade människor från olika politiskt håll, bland annat från 68-vänstern, fredsrörelsen, Gröna vågen, och den nyväckta miljörörelsen. Även författaren Vilhelm Moberg förespråkade byalag som ett slags grund för samhällsengagemang och social gemenskap, i sin bok "Min svenska historia" som utkom 1971. Rörelsen blev ett uttryck för framväxten av nya postmaterialistiska värderingar.
Byalagsrörelsen inspirerades av det historiska bondesamhällets byalag, men den nya rörelsens byalag var mer löst organiserade och dominerades av unga akademiker.
I vissa fall lyckades man påverka stora stadsbyggnadsbeslut. Till exempel räddades Övre Slottsgatan i Uppsala från rivning, och Norr Mälarstrandsleden i Stockholm stoppades – mycket tack vare byalagsrörelsen.[källa behövs]